# Asociacion Deportivo Municipal Juayúa
L'Asociación Deportivo Municipal de Juayúa est un club de football salvadorien basé à Juayúa, fondé à la fin de l'année 1956.
Le club évolue en deuxième division salvadorienne de 2006 à 2010.